# 永山英樹
永山英樹（1961年—）是知名的中國和台灣研究專家，目前擔任台灣研究論壇會長、加油日本！全國行動委員會常任幹事、亞洲自由民主連帶協會常任幹事。也是知名的親臺派。從2001到2009年，主導進行向日本法務省要求將在日台灣人的外國人登錄證國籍欄的「中國」兩字改為「台灣」，在此活動成功後，進而發起連署活動，向日本文科省要求停止在地理課本的地圖上將台灣劃為中國領土。也曾發起「台灣2020東京」活動，訴求2020東京奧運將台灣代表團之名「中華台北」（Chinese Taipei）改為「台灣」。曾經發起支持太陽花學運的運動。
出生於埼玉縣，畢業於法政大学法学部法律学科，並曾在山西大學研修漢語。

## 著作
- 『日本の命運は台湾にあり-軍拡中国がある東アジアで』（まどか出版、2007）

### 共同著作
- 『台湾と日本・交流秘話』（監修）許國雄（展転社、1996）
- 『国士 内田良平-その思想と行動』（監修）中村武彦（展転社、2003）
- 『日本は中国にこうして侵略される！　尖閣どころか沖縄が危ない！　初めて解明された侵略の原理と歴史法則』　黃文雄 責任編集、ヒカルランド、2012年12月。ISBN 978-4-86471-074-9。
- 『日本人と台湾』 – 2015/6/2　歴史REAL編集部 (洋泉社、2015)ISBN 978-4800306364

### 共譯書
- 『台湾を知る-台湾国民中学歴史教科書』（編集）國立編譯館（雄山閣出版、2000）